# Víctor Masriera
Víctor Masriera i Vila (Barcelona, 1875-Castellar del Vallés, 1938) fue un pintor, decorador, ebanista y forjador modernista español.
Era hijo del forjador y orfebre Frederic Masriera, nieto del platero Josep Masriera i Vidal, sobrino de los pintores Francesc y Josep Masriera, y primo del pintor y orfebre Lluís Masriera, hijo de Josep. Tuvo dos hermanos: Rossend, compositor y violinista; y Frederic, dibujante y caricaturista.
Colaboró como diseñador en el taller de su padre, la Fundición Artística Masriera y Campins. Más tarde, amplió su formación en la Escuela de Artes Decorativas de París. A su regreso, asumió la dirección del taller familiar y se encargó de la decoración de la tienda que inauguraron en 1902. En 1906 viajó a Buenos Aires, donde trabajó como profesor de dibujo varios años. En 1911 recibió una beca para estudiar dibujo en Francia y Bélgica.
Trabajó en el diseño de muebles, mosaicos y objetos de metal, empleando a menudo la técnica del pirograbado coloreado, con motivos naturalistas.
Fue autor de un Manual de Pedagogía del Dibujo (1917).